# Янченко Андрій Васильович (полковник)
Андрій Васильович Янченко — український поміщик,  кавалер ордену св. Володимира 4 ступеня, великий землевласник Катеринославської губернії, засновник села Добропілля, Олександрівка, Евдокіянполе.

## Біографія
Янченко Андрій народився в середині вісімнадцятого століття в козацькій старшинській родині на Полтавщині.
Службу свою починав Андрій Максимов, як і більшість дворян з військової кар'єри ставши в 1783 році поручник російської армії. Пізніше він перейшов на цивільну службу, піднявшись по кар'єрних сходах до чину дійсного статського радника.
В кінці вісімнадцятого століття за вірну службу Янченко отримав дві земельні ділянки: 9700 десятин в Дніпровському повіті Таврійської губернії і 5500 десятин в Бахмутському повіті Катеринославської губернії. На цих землях він заснував Олександрівку в Дніпровському повіті, і Добропілля з Евдокіянполем в Бахмутському повіті.
У 1791 році землеміром Самойловичем було проведено відмежування землі в Бахмутському повіті. Землями в Бахмутському повіті він володів не сам співвласником землі була Марія Іванівна Савічева.
У 1805 році він обіймав посаду керуючого державного московського казначейства. Вже на той час Андрій Максимович був кавалером ордена Святого Володимира 4-го ступеня.
Скільки часу полковник Янченко володів селом Добропілля невідомо, найпізніше згадка його в документах відноситься 1805 року. Після його смерті його маєток успадкував син Олександр Андрійович Янченко. Найперша згадка його як власника села Добропілля відноситься до 1839 році.